# Stentjärnen (Norrfjärdens socken, Norrbotten)
Stentjärnen är en sjö i Piteå kommun i Norrbotten och ingår i Alterälvens huvudavrinningsområde.